# Rottzins
Der Rottzins (auch Rodzins, Rodgeld, Rodheuer, Rodpfennig, Rodsteuer) war eine mindestens seit dem frühen 15. Jahrhundert und bis weit ins 19. Jahrhundert in deutschen Staaten zu zahlende Abgabe, ein sogenannter Verbesserungszins, auf Rodungen bzw. durch Rodung urbar gemachtes Land, die dem Grundherrn zustand. Wenn dieses Land zuvor gemeines Land war, so war der Rottzins dem Landesherrn geschuldet. Im weiteren Sinne bezeichnete der Rottzins auch die Gebühr für eine Rodungserlaubnis sowie den Rechtsanspruch auf diese Abgabe.
Der Anspruch des Grundherrn auf Rottzins entstand mit der Urbarmachung und verfiel nicht bei Nichtnutzung oder Aufgabe des Landes. Die Abgabe war im Normalfall als jährliches Gefälle jedes Jahr neu zu errichten, auch wenn das urbar gemachte Land wieder brach fiel, und war somit auch eine Abschreckung gegen übermäßiges Roden.
Der Rottzins wurde gelegentlich auch durch die jährliche Abgabe eines Rodhuhns beglichen.
Wenn das Land zur Zehntflur gehörte, war zusätzlich der sogenannte Rodzehnt zu zahlen. Bei Heiden, Mooren und Geest sowie Huten und Weiden nannte man die entsprechende Abgabe Neubruchzehnt oder Novalzehnt.